# Gerdt Guenther Hatschbach
Gerdt Hatschbach (Curitiba, 22 de agosto de 1923 - ibídem, 16 de abril de 2013) fue un botánico y taxónomo brasileño, y un científico senior del Museu Botânico Municipal de Curitiba. Era Doctor Honoris Causa de la Universidad Federal de Paraná Archivado el 3 de diciembre de 2005 en Wayback Machine.
Fue famoso por sus amplias recolecciones de flora en Brasil y en el exterior.
lucho y agustina

## Algunas publicaciones
- 2002. Vellozo Roderjan, C; F Galvão; YS Kuniyoshi; GG Hatschbach. Padrões Geográficos Na Flora Atual Do Rio Grande Do Sul. En "Fitogeografía do Sul da América 24, 152 pp.

## Honores

### Epónimos
Géneros
- Hatschbachia
- Hatschbachiella

Especies, más de 280, como
| - (Acanthaceae) Justicia hatschbachii (Rizzini) Wassh. & L.B.Sm. - (Asclepiadaceae) Blepharodon hatschbachii Fontella & Marquete - (Asteraceae) Alomiella hatschbachii R.M.King & H.Rob. - (Bignoniaceae) Pithecoctenium hatschbachii A.H.Gentry - (Boraginaceae) Cordia hatschbachii J.S.Mill. - (Buddlejaceae) Buddleja hatschbachii E.M.Norman & L.B.Sm. in Reitz - (Caesalpiniaceae) Chamaecrista hatschbachii H.S.Irwin & Barneby - (Cucurbitaceae) Apodanthera hatschbachii C.Jeffrey - (Cyperaceae) Rhynchospora hatschbachii T.Koyama - (Eriocaulaceae) Comanthera hatschbachii (Moldenke) L.R.Parra & Giul. - (Fabaceae) Arachis hatschbachii Krapov. & W.C.Greg. | - (Fabaceae) Vicia hatschbachii Burkart ex Vanni & Kurtz - (Gesneriaceae) Sinningia hatschbachii Chautems - (Lamiaceae) Salvia hatschbachii E.P.Santos - (Lauraceae) Cinnamomum hatschbachii Vattimo-Gil - (Loganiaceae) Spigelia hatschbachii Fern.Casas - (Loranthaceae) Psittacanthus hatschbachii Kuijt - (Lythraceae) Cuphea hatschbachii Lourteig - (Melastomataceae) Trembleya hatschbachii Wurdack & E.Martins - (Moraceae) Ficus hatschbachii C.C.Berg & Carauta - (Myrtaceae) Plinia hatschbachii (Mattos) Sobral - (Ochnaceae) Ouratea hatschbachii K.Yamam. | - (Onagraceae) Fuchsia hatschbachii P.E.Berry - (Orchidaceae) Beadlea hatschbachii (Schltr.) Garay - (Piperaceae) Piper hatschbachii Yunck. - (Poaceae) Chusquea hatschbachii L.G.Clark & Blong - (Rubiaceae) Staelia hatschbachii J.H.Kirkbr. - (Sapindaceae) Serjania hatschbachii Ferrucci - (Solanaceae) Nierembergia hatschbachii A.A.Cocucci & Hunz. - (Thelypteridaceae) Thelypteris hatschbachii A.R.Sm. - (Velloziaceae) Barbacenia hatschbachii L.B.Sm. & Ayensu - (Xyridaceae) Xyris hatschbachii L.B.Sm. & Downs |

- La abreviatura «Hatschb.» se emplea para indicar a Gerdt Guenther Hatschbach como autoridad en la descripción y clasificación científica de los vegetales.[34]